# Celestino Vidal
José Celestino Mariano Vidal (Buenos Aires, 5 de abril de 1787 - 1845) fue un militar argentino que participó en las guerras de independencia  y en las guerras civiles de su país.

## Guerras de independencia
En 1811 participó como capitán en la Expedición de Belgrano al Paraguay luchando en Paraguari y Tacuarí. En esta última batalla fue encargado, juntamente con Campos, Sosa y Villegas, de contener el ataque distractivo de las canoas paraguayas que por el río Tacuarí presionaban por el ala izquierda de la posición. De acuerdo a la tradición, durante la batalla quedó casi ciego y debió ser guiado por el niño soldado Pedro Ríos (12 años) a través del campo de batalla; este niño era el famoso Tambor de Tacuarí, un pequeño que mantuvo la moral de la tropa tocando incansablemente el tambor.
En la batalla de Tacuarí, Pedro Ríos continuó guiando al mayor Vidal y además tocando el tambor. Fue alcanzado por dos proyectiles de fusil en el pecho, cayendo herido de gravedad y falleciendo minutos después.

Lo recuerdo y me estremezco. Me parece estar viéndolo impasible avanzar a mi lado. Yo lo he visto caer y abandoné la lucha para socorrerlo. Murió de dos disparos en el pecho. Estoy seguro de que su muerte fue mi salvación, porque al detenerme, no caí como cayeron casi todos los del ala donde estábamos nosotros. Celestino Vidal

Vidal fue destinado al primer sitio de Montevideo, y luego pasó al Ejército del Norte. Luchó a órdenes de Belgrano en Tucumán, Salta, Vilcapugio y Ayohúma.
A órdenes de José Rondeau, reemplazó como jefe del regimiento n.º 7 a Toribio de Luzuriaga, y combatió en Venta y Media y Sipe Sipe (1815). En agosto de 1816 fue enviado de regreso a Buenos Aires, por orden de Belgrano.

## Guerras civiles
Participó en varias de las campañas contra los federales de Santa Fe y fue ascendido al grado de coronel. En abril de 1819, fue enviado al frente de una división en apoyo del coronel Juan José Viamonte, sitiado en Rosario; cuando se encontró con este, ya había firmado el tratado de paz de San Lorenzo.
Durante la Anarquía del Año XX fue comandante del Regimiento de Cazadores. Comandó la caballería porteña en la derrota porteña de Cepeda, en que sus fuerzas fueron pulverizadas y dispersadas en minutos. También peleó en Cañada de la Cruz a órdenes del gobernador Soler, y fue el encargado de rendirse a Estanislao López.
Fue uno de los oficiales dados de baja en la reforma de Rivadavia. Fue invitado a participar en la revolución de Tagle, de agosto de 1822, pero denunció al gobierno la conspiración, impidiendo que estallara la revolución. El ministro Rivadavia quiso que ratificara la denuncia por escrito, para poder imputar a alguien. Se negó, y fue arrestado y sometido a juicio, con lo que el acusador se convirtió en el único acusado. De todos modos, recuperó la libertad a los pocos días.

## Últimos años
Durante el gobierno de Manuel Dorrego fue diputado por el partido federal, y se opuso a la revolución de Juan Lavalle contra aquel. Tras la derrota de Lavalle, fue diputado por segunda vez y comandó un regimiento de infantería de milicias de la ciudad. 
Participó en la campaña de 1831 contra la Liga Unitaria como jefe del Regimiento de Infantería Nro. 1. Durante el segundo gobierno de Juan Manuel de Rosas fue nuevamente comandante del Regimiento de Infantería n.º 1, pero no llegó a participar en acciones de guerra. Se le acusó de participar en una conspiración para derrocar a Rosas y reemplazarlo por el general Alvear, que no llegó a consolidarse. Hacia 1840 se alejó del ejército y la política.
El nombre del pueblo de Coronel Vidal, en la provincia de Buenos Aires honra la memoria de este militar.